# Långbladsrododendron
Långbladsrododendron (Rhododendron sutchuenense) är en ljungväxtart som beskrevs av Adrien René Franchet. Enligt Catalogue of Life ingår Långbladsrododendron i släktet rododendron och familjen ljungväxter, men enligt Dyntaxa är tillhörigheten istället släktet rododendron och familjen ljungväxter. Arten har ej påträffats i Sverige. Inga underarter finns listade i Catalogue of Life.

## Bildgalleri

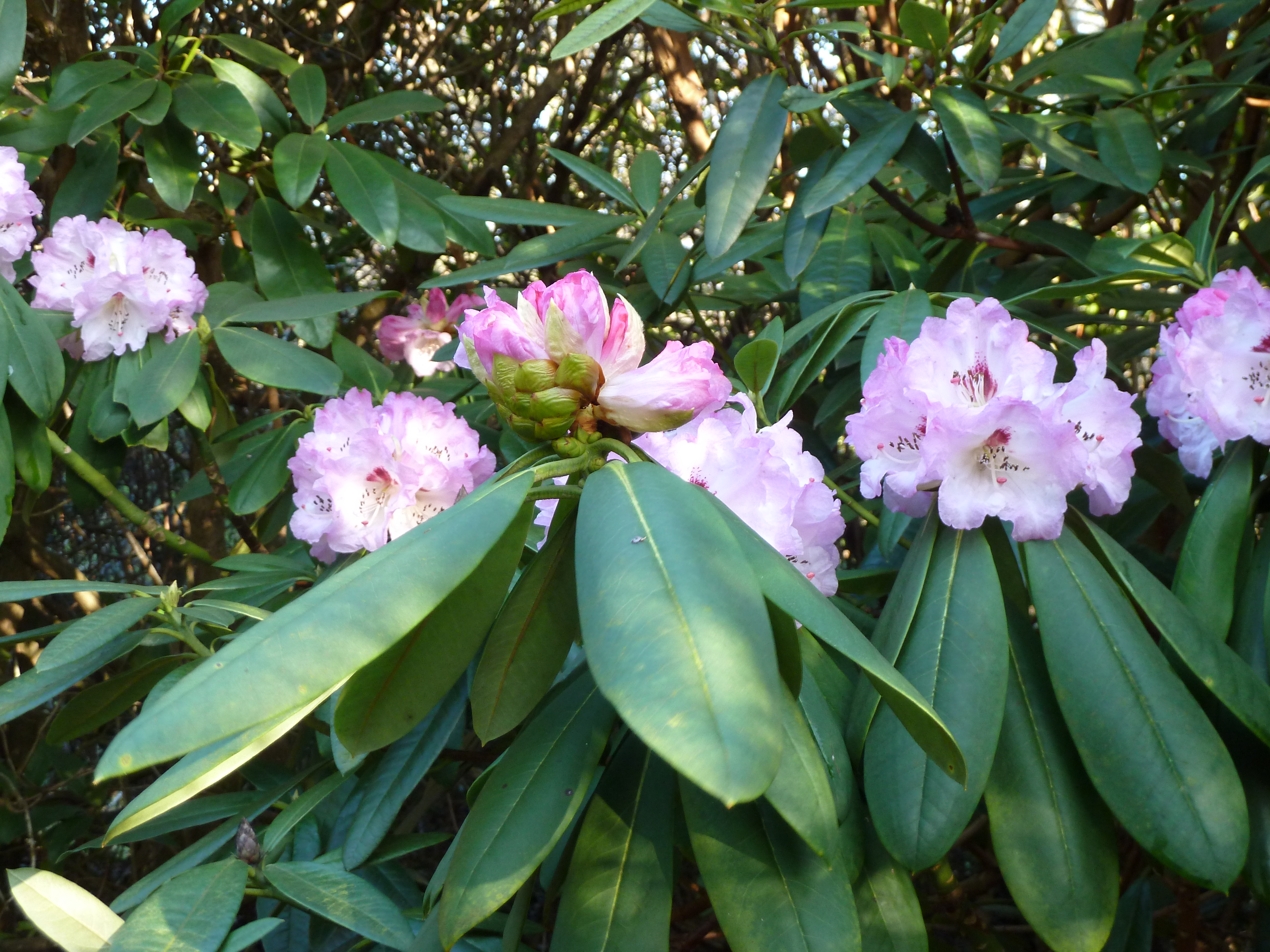
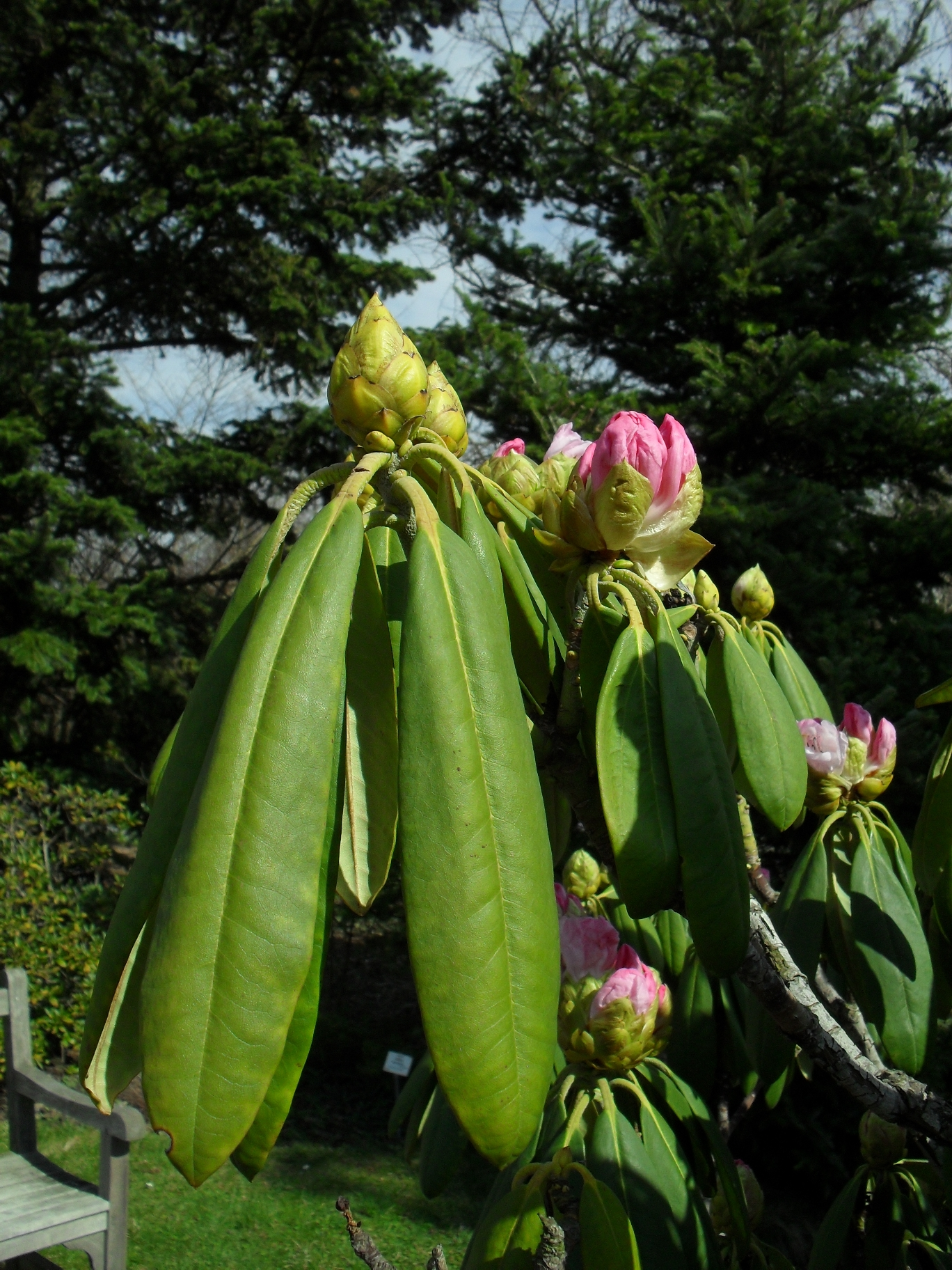
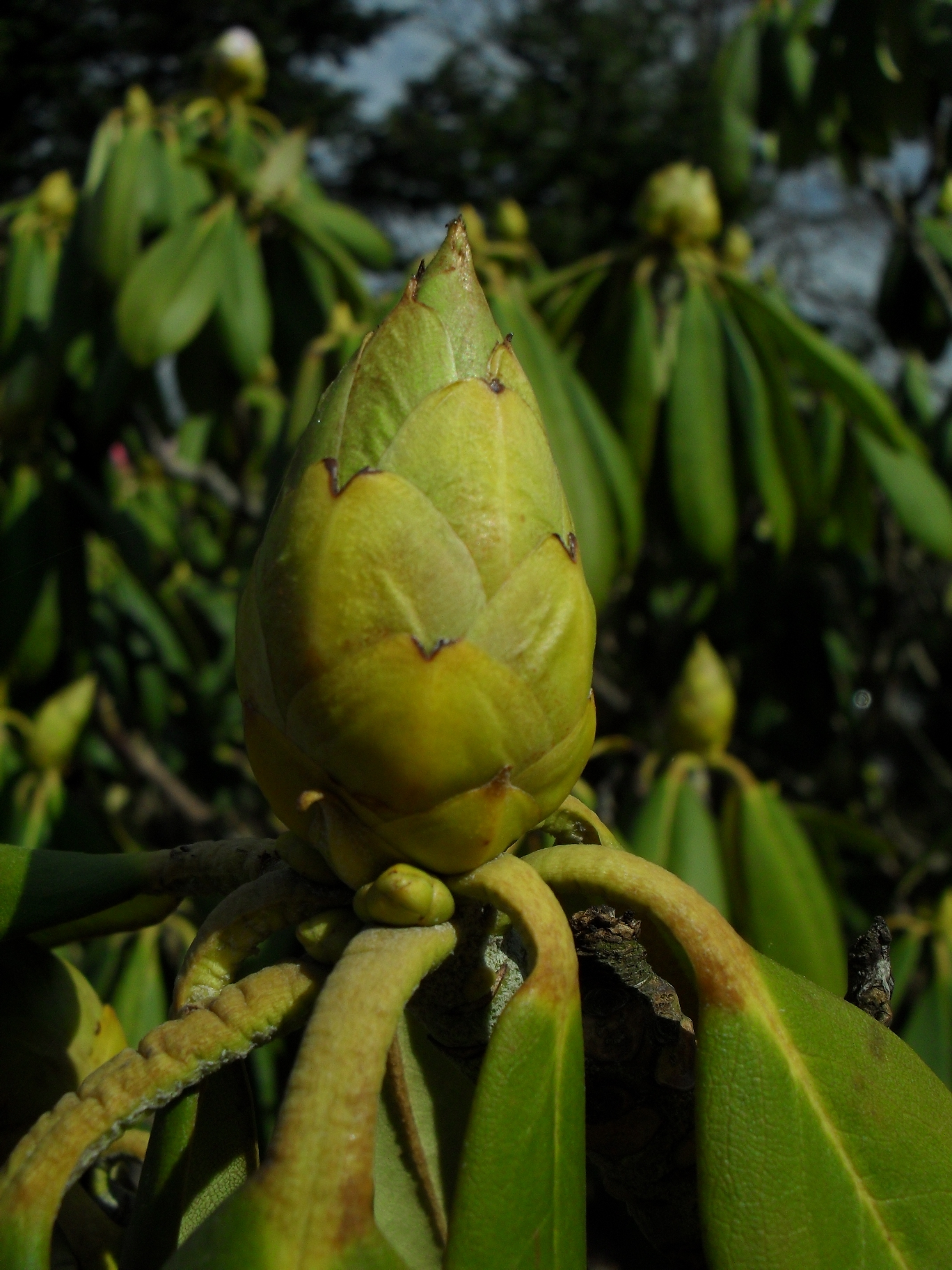
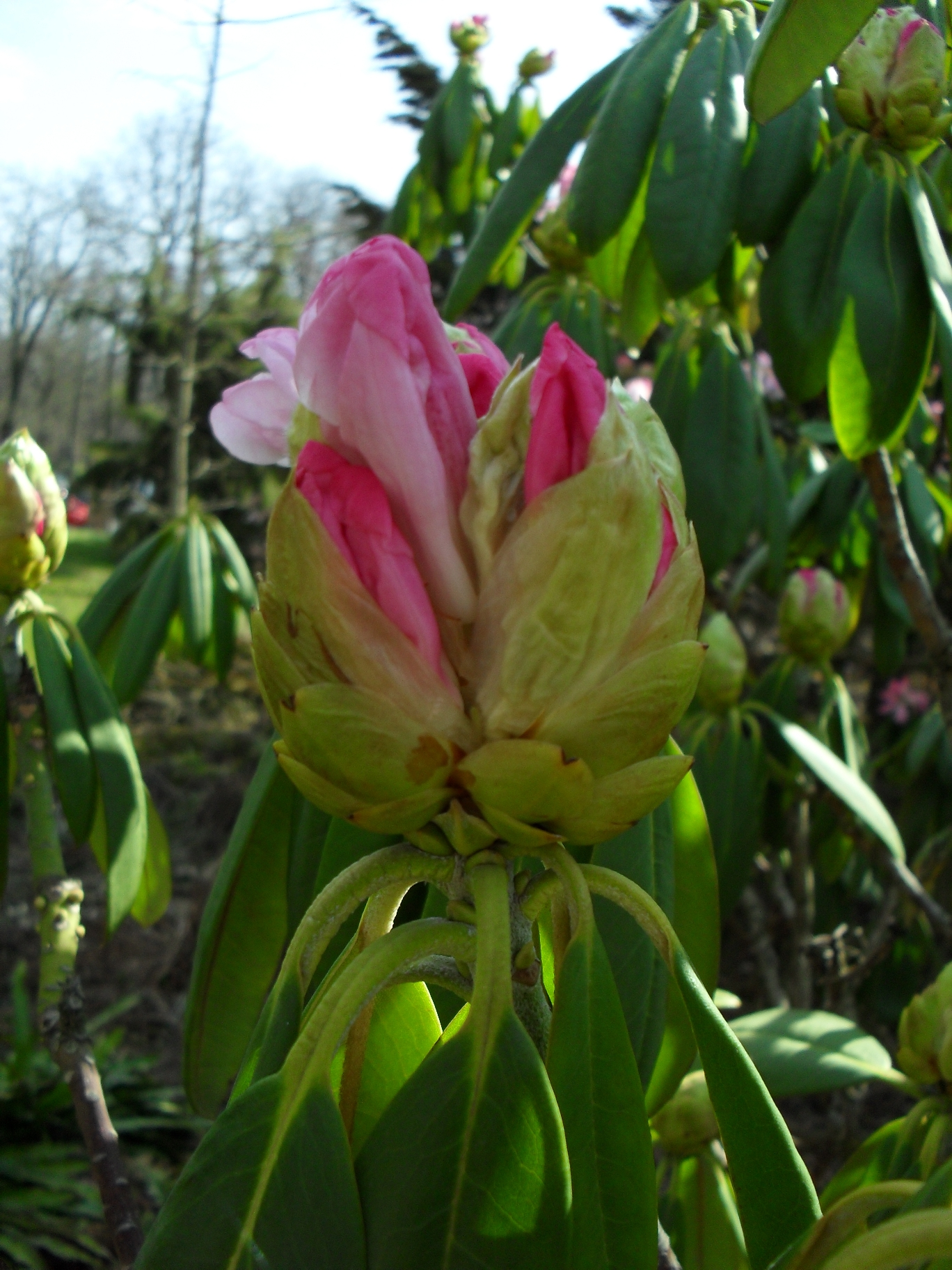
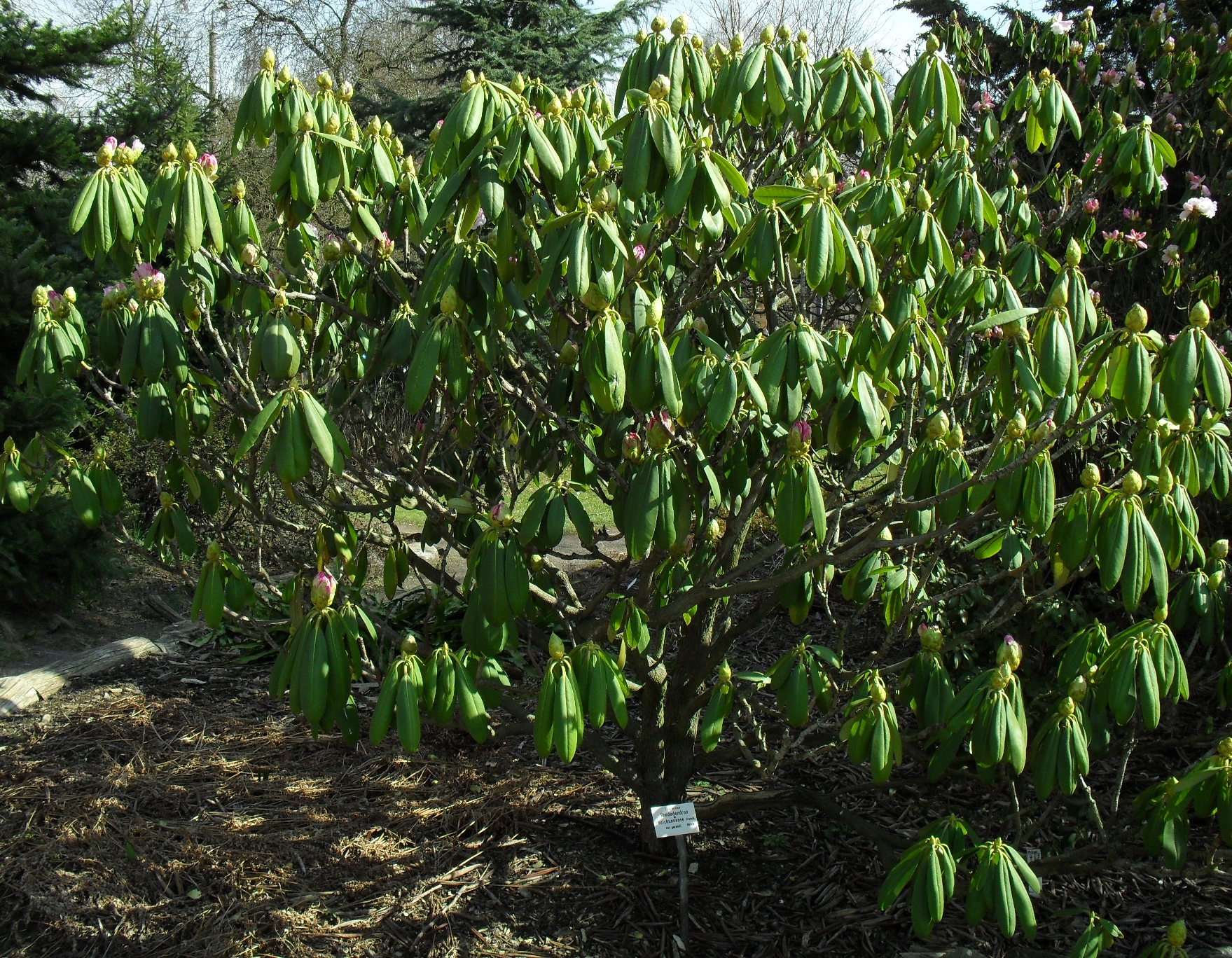
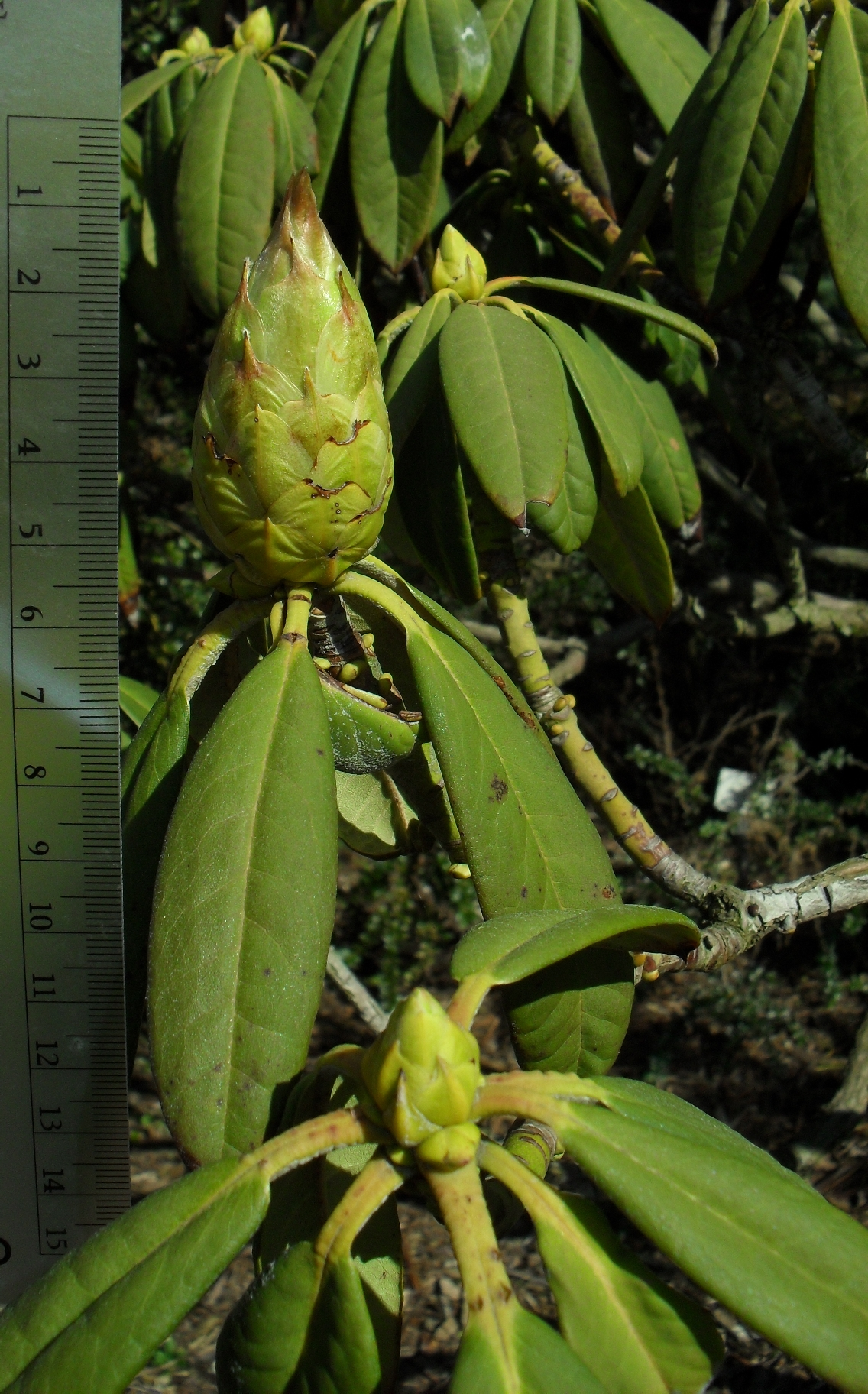